# Halford (Shropshire)
Halford – wieś w Anglii, w hrabstwie Shropshire. Leży 30 km na południe od miasta Shrewsbury i 213 km na północny zachód od Londynu.